# Konradsdorf

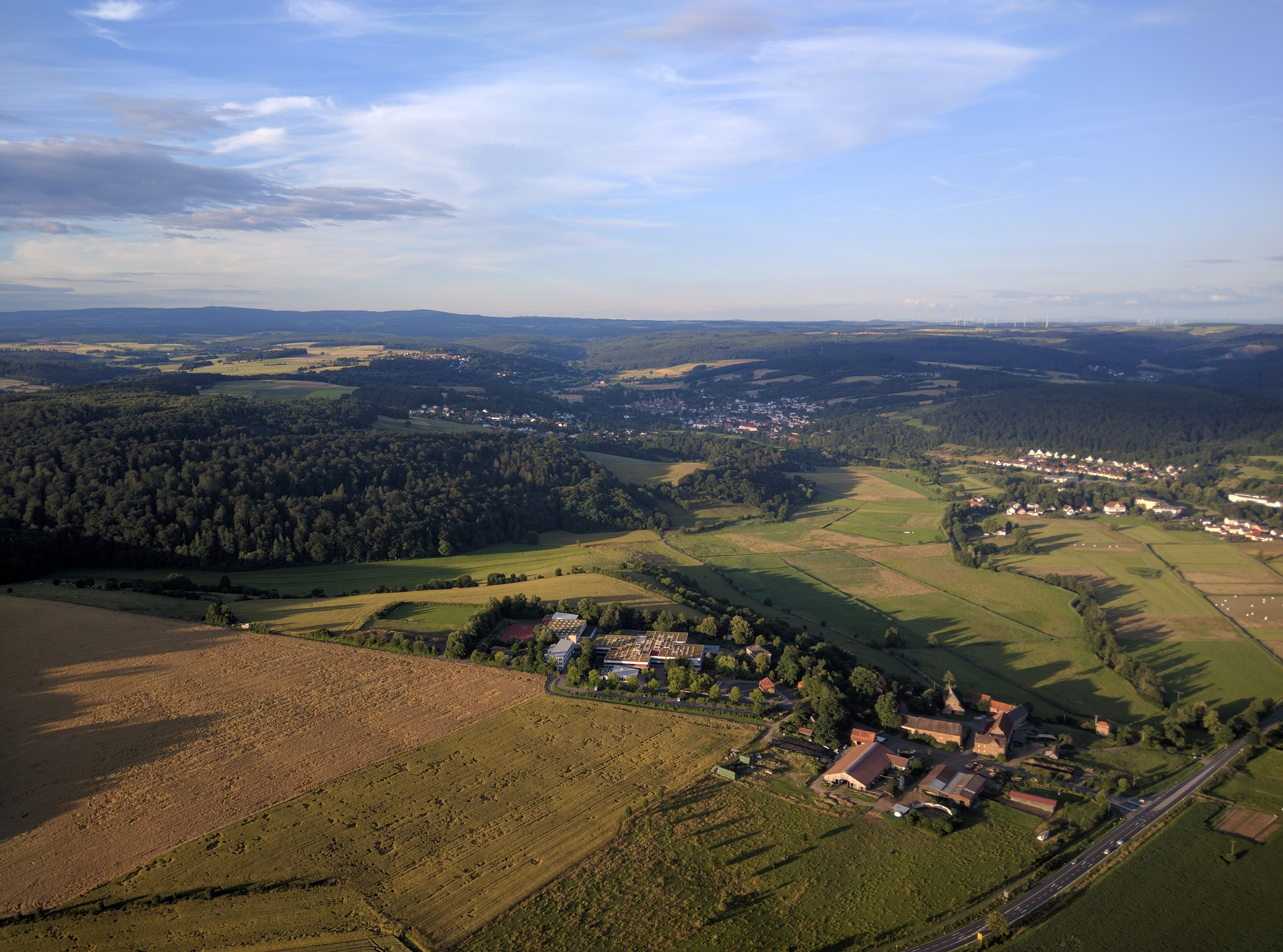
Luftbild von Konradsdorf

Konradsdorf ist ein Weiler und Domäne und, auf der Gemarkung von Selters liegend, Teil der Stadt Ortenberg im Wetteraukreis in Hessen. Der Ort liegt auf einem leichten Südosthang oberhalb des Flusses Nidder zwischen den Ortenberger Ortsteilen Selters und Effolderbach an der Bundesstraße 275/457 in Richtung Ranstadt.
Der Ort besteht heute aus einem landwirtschaftlichen Gut, der „Hessischen Staatsdomäne Konradsdorf“, und zwei oberhalb davon gelegenen Schulen, der 1974 eröffneten Gesamtschule Konradsdorf, einer additiven Gesamtschule mit Förderstufe und gymnasialer Oberstufe, und der Erich-Kästner-Schule für Lern- und Erziehungshilfe.

## Geschichte
Die heutige Domäne basiert auf dem 1581 aufgehobenen Kloster Konradsdorf, einem Frauenkloster der Prämonstratenserinnen, dessen bauliche Reste, eine dreischiffige Pfeilerbasilika des späten 12.  Jahrhunderts und die einstige Propstei, sich auf dem Gelände des Gutes befinden. Laut Website der Domänenverwaltung sind Besichtigungen unter Beachtung der Notwendigkeiten des landwirtschaftlichen Betriebes möglich. Das Kloster selbst ging wohl aus einem Burgsitz der Herren von Büdingen hervor. Ausgrabungen am Kirchenbau konnten Turmfundamente einer Burg um 1000 belegen.

## Kulturdenkmäler
Siehe: Liste der Kulturdenkmäler in Konradsdorf